# Marosina
Marosina is een geslacht van kreeftachtigen uit de klasse van de Malacostraca (hogere kreeftachtigen).

## Soorten
- Marosina brevirostris Cai & Ng, 2005
- Marosina longirostris Cai & Ng, 2005